# Lucilia rostrellum
Lucilia rostrellum este o specie de muște din genul Lucilia, familia Calliphoridae, descrisă de Robineau-desvoidy în anul 1830.
Este endemică în Franța. Conform Catalogue of Life specia Lucilia rostrellum nu are subspecii cunoscute.